# (52768) 1998 OR2
(52768) 1998 OR2, privremene oznake 1998 OR2, je asteroid na ekscentričnoj orbiti, klasificiran kao objekt blizu Zemlji i potencijalno opasan asteroid grupe Amor, promjera 2 km. Otkrili su ga 24. srpnja 1998. astronomi programa NEAT u opservatoriju Haleakala na Havajima.  Postoje slike predotkrića iz 1987. i 1996. godine. To je jedan od najsjajnijih i stoga najveći potencijalno opasan asteroid za kojih se zna da postoje.  S lukom promatranja od 32 godine, asteroid ima dobro određenu orbitu, a njegova putanja dobro je poznata se do 2197. godinu. Orbita asteroida može biti opasna samo u vremenskim razmjerima stotinama, ako ne i tisućama godina. 

## Fizička svojstva
Prema opažanjima NASA IRTF teleskopa tijekom programa ExploreNEOs Warm Spitzer, 1998 OR2 prilično je rijedak asteroid L-tipa. Kašnjenja Dopplerovog efekta radarskim opažanjima opservatorije Arecibo u travnju 2020. pokazala su da 1998 OR2 ima veliku konkavnost u obliku kratera. Ova radarska promatranja također su odgonetnula nekoliko drugih topografskih značajki na površini asteroida, poput brda i grebena.  

### Rotacijski period
Rotacijski svjetlosni tokovi iz 1998 OR2 dobiveni su iz fotometrijskih opažanja astronoma u Salvadoru, Brazil, i tijekom Lowell Observatory Near-Earth Asteroid Photometric Survey (NEAPS). Analiza svjetlosnog toka dala je vrijeme rotacije od 3.198 i 4.112 sati s amplitudom svjetline od 0.29 i 0.16 magnitude, odnosno (U=2/2+). Posljednje razdoblje rotacije od 4,1 sat kasnije je potvrđeno radarskim opažanjem asteroida 2020. godine.   

### Promjer i albedo
The Collaborative Asteroid Lightcurve Link (CALL) pretpostavlja standardni albedo za kamene asteroide od 0,20 i izračunava promjer 2.15 km na osnovu apsolutne veličine od 15,7.